# Sân vận động Azadi
Sân vận động Azadi (tiếng Ba Tư: ورزشگاه آزادی varzeshgāh-e āzādi), được khánh thành với tên gọi Sân vận động Aryamehr (tiếng Ba Tư: ورزشگاه آریامهر varzeshgāh-e āryāmehr), là một sân vận động bóng đá toàn chỗ ngồi ở Tehran, Iran. Sân vận động được thiết kế bởi Skidmore, Owings & Merrill, một công ty kiến trúc, quy hoạch đô thị và kỹ thuật của Hoa Kỳ. Sân được khánh thành vào ngày 18 tháng 10 năm 1971 bởi Mohammad Reza Pahlavi, Shah cuối cùng của Iran; sân hiện đang được sở hữu bởi Esteghlal và Persepolis. Đây cũng là sân nhà của đội tuyển bóng đá quốc gia Iran. Sân có sức chứa 78.116 khán giả, là kết quả của việc chuyển đổi sang sân vận động tất cả chỗ ngồi. Sân vận động là một phần của Khu liên hợp thể thao Azadi và được bao quanh bởi một dòng sông chèo, các sân tập bóng đá, khu tập cử tạ, các thiết bị bơi lội và sân bóng chuyền trong nhà và các sân futsal, trong số nhiều tiện ích khác.
Aryamehr (nghĩa là "Ánh sáng của người Arya") là tiêu đề của Shah; nó được đổi tên sau Cách mạng Iran thành Azadi (có nghĩa là "tự do" ở tiếng Ba Tư). Đây là sân vận động bóng đá lớn nhất ở Tây Á. Sân được xây dựng để tổ chức Đại hội Thể thao châu Á 1974 và đã tổ chức Cúp bóng đá châu Á 1976. Sân vận động cũng đã tổ chức năm trận chung kết của các giải đấu câu lạc bộ châu Á: ba trận chung kết AFC Champions League vào các năm 1999, 2002 và 2018 và hai trận chung kết Asian Cup Winners' Cup năm 1991 và 1993. Sân vận động Azadi cũng đã tổ chức Giải vô địch bóng đá Tây Á năm 2004 và 2008.
Do âm thanh lớn của vuvuzela, tương tự như âm thanh của ong, sân vận động đôi khi được gọi là "bầy ong".

## Địa điểm
Sân vận động nằm ở phía Tây của Tehran, gần thị trấn Ekbatan, và dễ dàng tiếp cận được với hầu hết mọi người sống trong thành phố. Sân vận động có hai lối vào. Lối vào phía Tây nằm trên đường Ferdous và lối vào phía Đông nằm trên đường Farhangian.

## Lịch sử

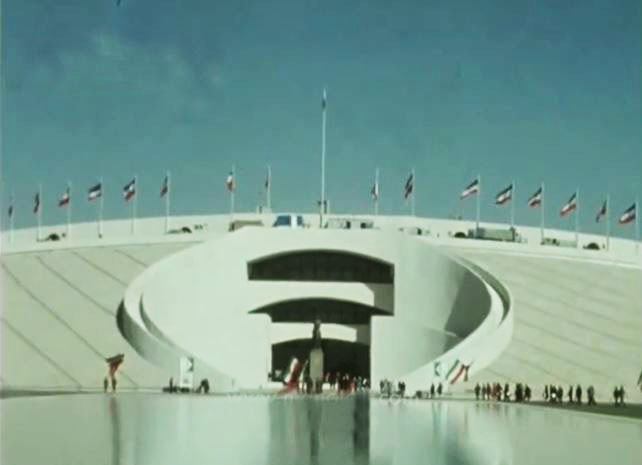
Mặt tiền VIP của sân vận động

Khu liên hợp thể thao Azadi được xây dựng bởi Công ty Xây dựng Arme và được thiết kế bởi Skidmore, Owings & Merrill cho Đại hội Thể thao châu Á 1974 với các tiêu chí đạt chuẩn quốc tế. Điện tích đất đai của nó là 450 hecta và nó nằm ở Tây Tehran. Nó đã thay thế sân vận động Amjadieh trở thành sân nhà mới của đội tuyển bóng đá quốc gia Iran.
Sân vận động được xây dựng như một phần của một khu liên hợp lớn hơn bao gồm nhiều địa điểm có kích cỡ Olympic cho các môn thể thao khác nhau, đặt nền móng cho các kế hoạch đầy tham vọng cho Tehran để đấu thầu Thế vận hội Mùa hè. Vào tháng 8 năm 1975, Shah Iran, Thị trưởng của Tehran và Ủy ban Olympic Iran đã gửi thư chính thức tới Ủy ban Olympic Quốc tế, thông báo về mối quan tâm của Iran trong việc tổ chức Thế vận hội Mùa hè 1984. [5] Sân vận động là tâm điểm của cuộc đấu thầu, trong đó nó sẽ chỉ yêu cầu sửa đổi một chút để trở thành Sân vận động Olympic chính. Nhưng tình trạng bất ổn chính trị vào cuối những năm 1970 đã khiến Tehran rút lui khỏi đấu thầu, khiến chủ nhà cuối cùng, Los Angeles, thành phố duy nhất còn lại đấu thầu.
Việc cải tạo lần đầu tiên bắt đầu trên sân vận động vào năm 2002, khi tầng thấp hơn của sân vận động đã lắp đặt ghế và mặt sân được trồng lại cùng với việc lắp đặt hệ thống sưởi ấm dưới lòng đất. Quản lý sân vận động cũng có kế hoạch sau đó sẽ lắp đặt ghế ở tầng trên của sân vận động. Những cải tạo đã được hoàn thành vào năm 2003, và đưa sức chứa của sân vận động xuống dưới 100.000 người. Những nâng cấp sau này cho sân vận động đã đưa xuống còn sức chứa hiện tại là 78.116 người. Mặc dù sức chứa giảm xuống, sân vận động Azadi vẫn được lấp đầy chỗ ngồi vào các thời điểm như trận đấu vòng loại World Cup 2006 giữa Iran và Nhật Bản vào tháng 3 năm 2005, dẫn đến cái chết của 7 người. Vào năm 2004, một chiếc TV jumbotron lớn đã được bổ sung, thay thế bảng điểm ban đầu. Màn hình khổng lồ này có diện tích khoảng 300 mét vuông và diện tích màn hình là 104 mét vuông (20 m x 7.5 m) là một trong những màn hình lớn nhất thế giới. Sân vận động đã tổ chức hai lần Giải vô địch bóng đá Tây Á vào năm 2004 và 2008. Năm 2008, AFC đã buộc Sepahan phải tổ chức các trận đấu trên sân nhà tại AFC Champions League tại sân vận động này sau khi sân vận động Naghsh-e Jahan của họ bị đóng cửa để cải tạo. Sân vận động cũng là nơi tổ chức thường xuyên cho U-23 Iran cho vòng loại Thế vận hội môn bóng đá.
Trong những năm gần đây, Liên đoàn bóng đá Iran đã liên tục gửi hồ sơ dự thầu để tổ chức Cúp bóng đá châu Á, lần cuối cùng Iran được tổ chức là vào năm 1976. Nhưng một số quan chức đã ám chỉ rằng các quy định ở Iran cấm phụ nữ tới các sân vận động như Azadi đã ngăn các tổ chức thể thao quốc tế cho phép tổ chức các sự kiện ở đó. Phụ nữ Iran đã bị cấm xem các trận đấu tại sân vận động Azadi kể từ năm 1982. Lệnh cấm khán giả nữ đã được dỡ bỏ cho trận đấu tháng 10 năm 2019 giữa đội tuyển quốc gia Iran và Campuchia.

## Sự kiện
- Vào tháng 11 năm 1975, Frank Sinatra tổ chức một buổi hòa nhạc tại sân vận động Aryamehr.
- Bộ phim nổi tiếng năm 2006, "Offside" (người chiến thắng chú gấu bạc tại Liên hoan phim quốc tế Berlin năm 2006) của đạo diễn Jafar Panahi và có sự tham gia của Sima Mobarak Shahi và Ida Sadeghi, về những cô gái cố gắng vào sân vận động để xem một trận bóng đá, đã được quay ở đó.
- Sân vận động Azadi cũng đã tổ chức lễ hội Ferdousi, được tổ chức bởi Tổ chức Di sản Văn hóa và Du lịch và hai buổi hòa nhạc lớn vào tháng 5 năm 2013.
- Đại hổi Thể thao Phụ nữ Hồi giáo 2015 cũng đã được tổ chức tại sân vận động.

## Xây dựng và trang thiết bị
Kiến trúc sư của sân vận động là Abdolaziz Farmanfarmaian và Skidmore, Owings & Merrill. Ban đầu, sân vận động có sức chứa tối đa 120.000 người nhưng đã giảm xuống còn 84.000 người sau khi cải tạo vào năm 2003. Trong những lễ hội lớn, đám đông trở nên lớn hơn sức chứa sân vận động. Thiết kế của sân vận động khiến khuếch đại tiếng ồn trên sân. Các đội đối phương thường cảm thấy khó có thể chơi tốt nhất khi sân vận động được lấp đầy, vì mức độ tiếng ồn rất cao. Theo Goal.com, sân vận động Azadi được đánh giá là đáng sợ nhất ở châu Á. Kỹ sư kết cấu cho sân vận động và quản lý dự án xây dựng sân vận động là James Raymond Whittle đến từ Anh.

## Di chuyển
Có đủ chỗ bãi xe cho 400 xe ô tô bên trong sân vận động và thêm 10.000 chỗ đỗ xe có sẵn bên ngoài. Ga tàu điện ngầm gần nhất là Ga tàu điện ngầm Varzeshgah-e Azadi.

## Kỷ lục khán giả
Kỷ lục khán giả tại sân vận động Azadi là hơn 128.000 người trong trận đấu vòng loại giải vô địch bóng đá thế giới 1998 gặp đội tuyển Úc.

## Thư viện hình ảnh

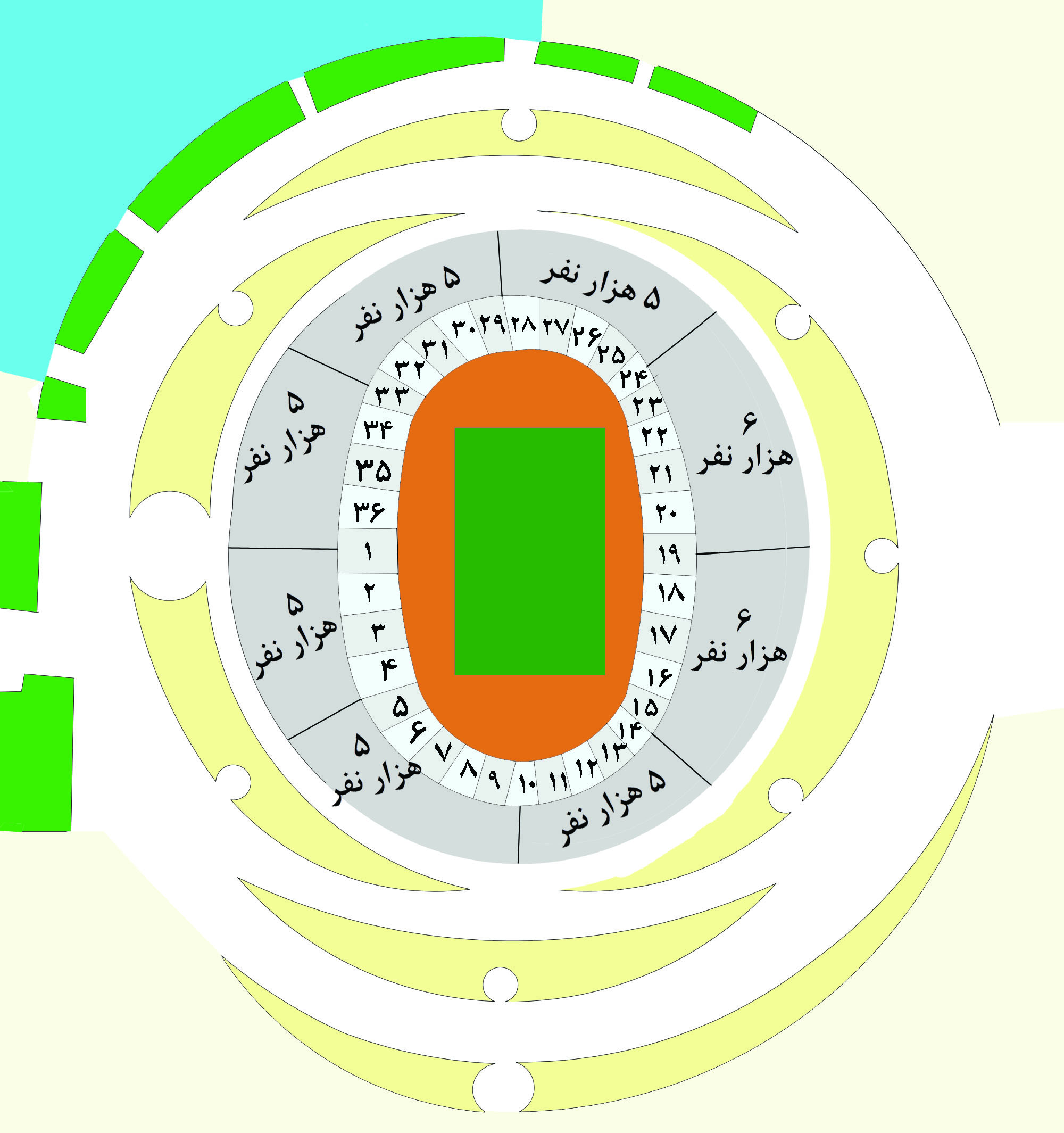
Sơ đồ sân vận động
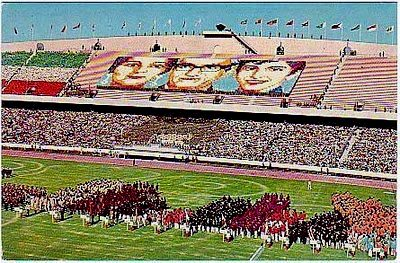
Lễ khai mạc chính thức của Đại hội Thể thao châu Á 1974
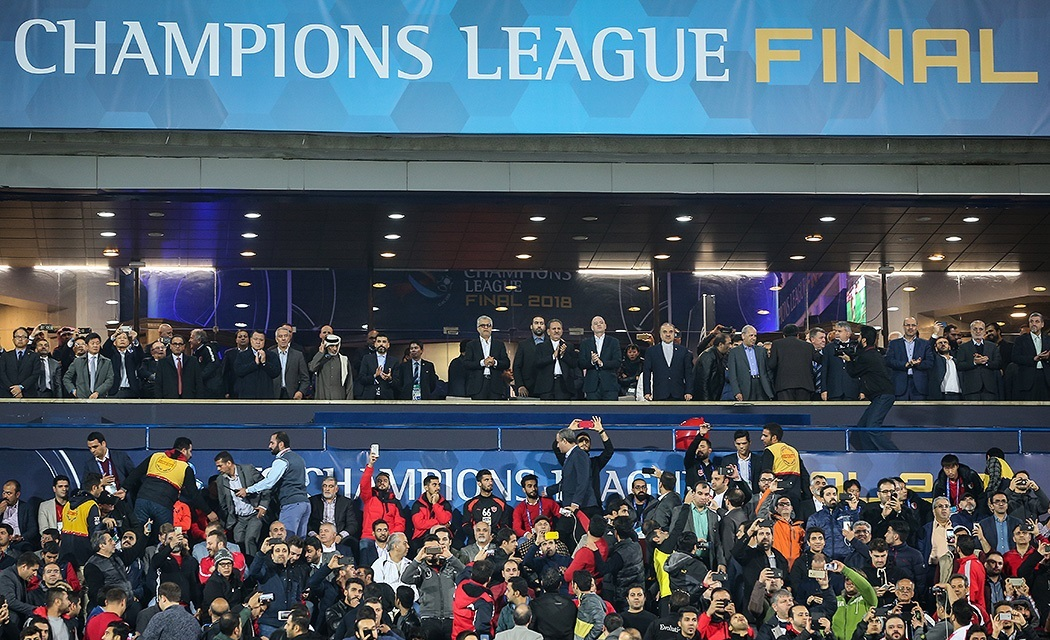
Sân vận động Azadi trong trận chung kết AFC Champions League 2018
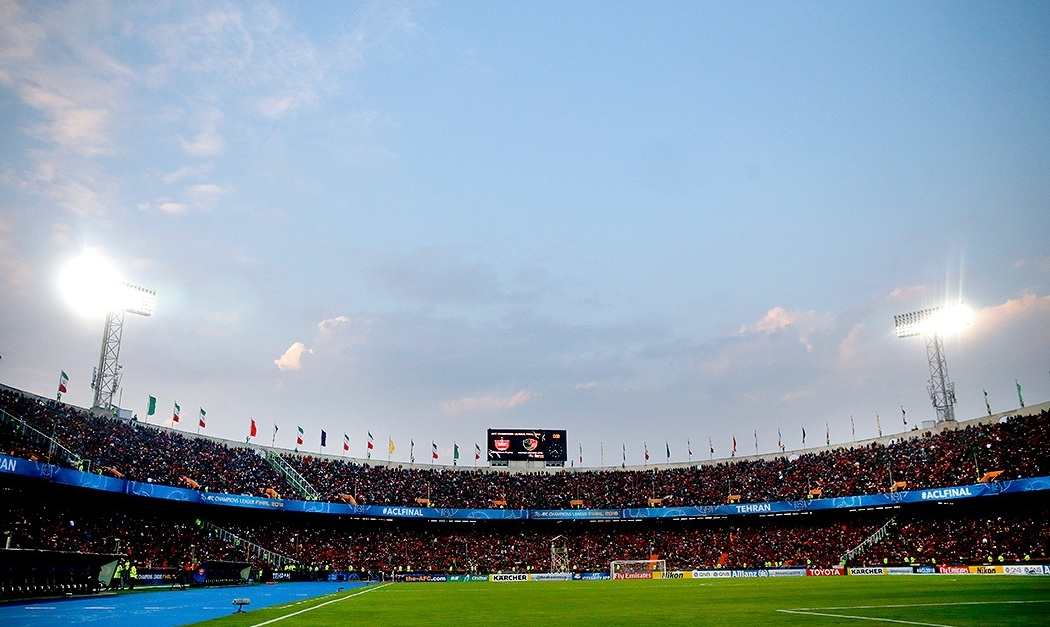
Sân vận động Azadi trong trận chung kết AFC Champions League 2018
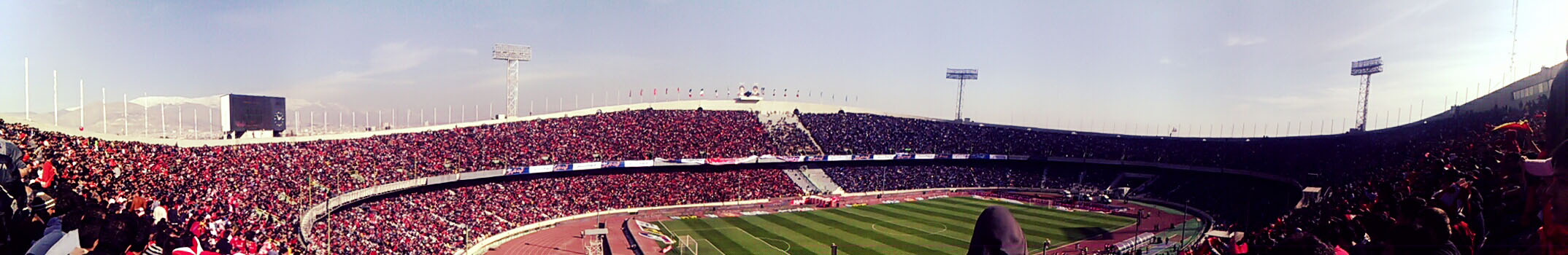
Toàn cảnh sân vận động Azadi